# Pseudopanolis püngeleri
Pseudopanolis püngeleri är en fjärilsart som beskrevs av Standfuss 1912. Pseudopanolis püngeleri ingår i släktet Pseudopanolis och familjen nattflyn. Inga underarter finns listade.